# Raiffeisen Bank Polska
Raiffeisen Bank Polska S.A. (d. Raiffeisen Centrobank S.A.) – bank komercyjny z siedzibą w Warszawie działający w latach 1991–2018. W listopadzie 2018 połączył się z Raiffeisen Bank International AG, który rozpoczął prowadzenie działalności na terenie Polski poprzez swój oddział – Raiffeisen Bank International AG Oddział w Polsce.

## Historia
Działał na polskim rynku od 1991, do 2000 jako Raiffeisen Centrobank SA. Jego wyłącznym akcjonariuszem była grupa kapitałowa Raiffeisen z Austrii. Był drugim bankiem z przewagą kapitału zagranicznego utworzonym w Polsce, po AmerBanku. Koncentrował się na obsłudze średnich i mniejszych firm oraz polskiej klasy średniej, ale miał też ofertę produktów i usług dla dużych przedsiębiorstw. W 2014 był ósmym największym polskim bankiem pod względem wielkości aktywów.
30 kwietnia 2012 po spełnieniu wszystkich wymogów prawnych Raiffeisen Bank International AG (RBI) poinformował o formalnym zamknięciu transakcji, w wyniku której stał się właścicielem 100% akcji Polbank EFG S.A. 4 grudnia 2012 Komisja Nadzoru Finansowego wydała zgodę na fuzję obu banków, która została sfinalizowana 31 grudnia 2012 roku. Połączony bank od stycznia 2013 r. do października 2018 działał pod marką handlową Raiffeisen Polbank.
W 2016 nie doszła do skutku przygotowywana transakcja sprzedaży Raiffeisen Polbank Alior Bankowi. Sfinalizowano natomiast sprzedaż Raiffeisen-Leasing Polska S.A. bankowi PKO BP S.A..
W kwietniu 2018 Bank BGŻ BNP Paribas poinformował o zakupie podstawowej działalności Raiffeisen Bank Polska od Raiffeisen Bank International AG za 3,25 mld zł. Transakcja została sfinalizowana 31 października 2018 w drodze podziału Raiffeisen Bank Polska przez wydzielenie i przejęcie działalności podstawowej przez Bank BGŻ BNP Paribas. Pozostałe aktywa (walutowe kredyty hipoteczne, ekspozycje na farmy wiatrowe oraz inne wybrane ekspozycje bankowości korporacyjnej) zostały w dotychczasowym Raiffeisen Bank Polska S.A.  11 listopada 2019 r. nastąpiła fuzja operacyjna BNP Paribas z przejętą wydzieloną częścią Raiffeisen Bank Polska.
3 listopada 2018 doszło do transgranicznego połączenia Raiffeisen Bank Polska S.A. obsługującego aktywa wyłączone z fuzji i Raiffeisen Bank International AG. Jednocześnie Raiffeisen Bank International AG rozpoczął prowadzenie działalności na terytorium Rzeczypospolitej Polskiej poprzez oddział – Raiffeisen Bank International AG (Spółka Akcyjna) Oddział w Polsce. Wykreślenie banku z Krajowego Rejestru Sądowego odbyło się w lutym 2019.
Akcje banku nigdy nie znajdowały się w obrocie na Giełdzie Papierów Wartościowych w Warszawie. 
Bank był właścicielem spółki Raiffeisen Solutions, prowadzącej kantor internetowy Rkantor.com. Do 2016 był również współwłaścicielem (wspólnie z Raiffeisen-Leasing) spółki leasingowej Raiffeisen-Leasing Polska S.A. Centrala banku mieściła się do 2002 w gmachu Państwowego Banku Rolnego przy ul. Nowogordzkiej 50, następnie przy ul. Pięknej 20, a od 2016 w biurowcu Prime Corporate Center przy ul. Grzybowskiej 78.
We wrześniu 2021 grupa kapitałowa Raiffeisen w ograniczonym zakresie powróciła na polski rynek bankowości detalicznej pod marką Raiffeisen Digital Bank.